# Corre-soques orellut del Pacífic
El corre-soques orellut del Pacífic (Pseudocolaptes johnsoni) és una espècie d'ocell de la família dels furnàrids (Furnariidae). Habita la selva humida de les muntanyes de l'oest de Colòmbia i d'Equador.